# Тадемаит
Тадемаит (фр. Plateau du Tademaït, в переводе с арабского — «Сад Сатаны») — плато (форма местности T-гипсографическая) в провинции Ин-Салах в Алжире, в северо-западной части пустыни Сахары .

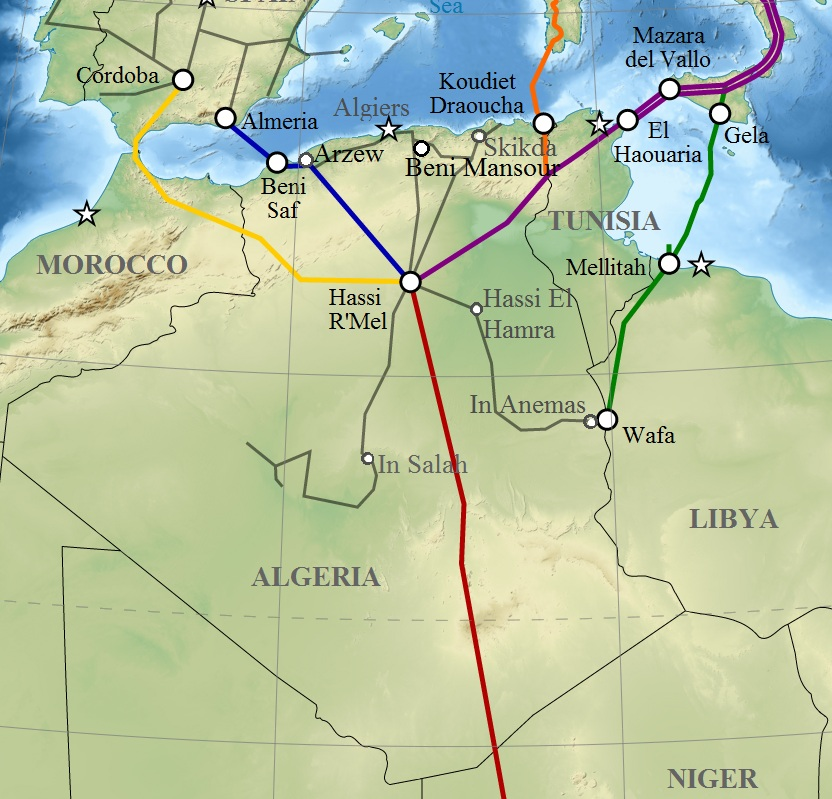
Физическая карта Алжира

Плато находится на высоте 620 м над уровнем моря, но местами доходит до 845 м, разделяет пески Большого Восточного Эрга и Большого Западного Эрга. Сложено известняками, покрытыми солёной коркой. Поверхность плато Тадемаит сильно расчленена глубокими долинами уэдов (уэды-блуждающие русла давно пересохших рек), это бесплодная щебнистая пустыня. Склоны плато на юге крутые, на северо-западе — ступенчатые.
Поверхность — щебнистая хамада, на С и СВ глубоко расчленённая верховьями Уэд-Миа. Осадки главным образом выпадают зимой (менее 100 мм в год); засуха может длиться до 3 лет. Растительность почти отсутствует; по уэдам встречаются заросли евфратского тополя, акации, тамариска.
Классический маршрут Сахары «N 1» ведет через Таманрассет в Нигер (как часть шоссе Алжир-Лагос). Плато граничит на юге с городом Ин-Салах, а на севере — с ныне заброшенным фортом Иностранного легиона Форт Мирибель. Ниже плато находится город Эль-Менеа. Плато Тадемаит пересекает большой вади в северо-восточном направлении. Вдоль склона через плато находится артезианский колодец, горячая вода Хасси Моросет. Есть еще несколько колодцев, из которых кочевники черпают воду.
Плато Тадемаит представляет собой безлюдную, непредсказуемую пустынную местность, которая кажется «черной» из-за оксидов металлов в камнях, гравии и песке и почти не имеет растительности. Площадь плато составляет около 10 000 км². Горы обрамляют плато. Перед аэродромом Ин-Салах поворот на восток ведет к оазису Foggâret ez Zoa. Окружающие сады орошаются фоггарами. На большей территории есть окаменевшие деревья.